# Río Salado (Paraguay)

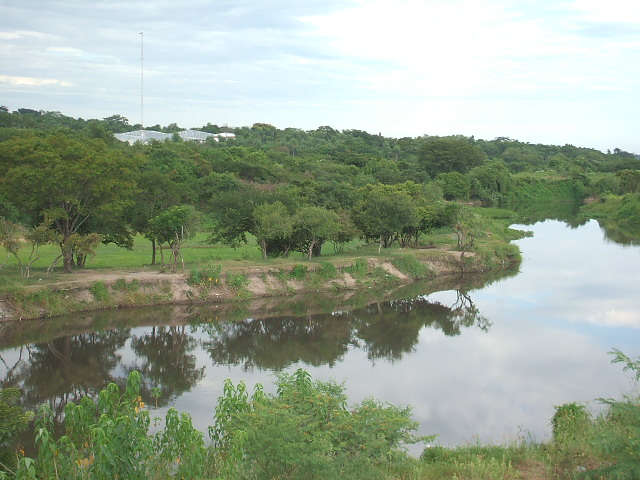
Río Salado (Paraguay).

El río Salado es un cauce hídrico por el cual el lago Ypacaraí drena sus aguas al río Paraguay. Tiene una extensión de 43 km.
Sirve como límite natural a los departamentos de Central y Cordillera, y se encuentra rodeado a lo largo de sus orillas por llanos y esteros; además de la Cordillera de los Altos y la planicie del Ybytypanemá. 
Sus costas recorren las jurisdicciones de los municipios Luque, San Bernardino, Limpio, y Emboscada.

## Problemas ambientales
En las últimas décadas, el río ha sido afectado por diversos problemas ambientales, principalmente relacionados con la contaminación. Entre los factores que amenazan su ecosistema se incluyen:
- Contaminación por desechos urbanos e industriales provenientes de las ciudades cercanas.

- Sedimentación excesiva, que afecta el flujo del agua y contribuye a la proliferación de algas en el lago Ypacaraí.

- Deforestación y cambios en el uso del suelo en su cuenca, lo que impacta en la calidad del agua.

## Historia y cultura
Históricamente, el río Salado ha sido un elemento importante en el desarrollo de las comunidades cercanas, tanto para la pesca como para el transporte y otras actividades económicas. En su entorno se han desarrollado asentamientos humanos desde la época colonial.

## Lectura adicional
- Contreras Roqué, Julio Rafael (2013). El río Paraguay: natural e histórico. Aportes para la biografía de un río. Coautores: Adrián Giacchino, Bárbara Gasparri y Yolanda E. Davies. Buenos Aires, Argentina: Fundación Azara. ISBN 978-987-26915-3-5.
- Sociedad Científica del Paraguay (2000). Aspectos limnológicos del Lago Ypacaraí: estudios hídricos III. Asunción, Paraguay: Sociedad Científica del Paraguay.
- Rolón, Juan Carlos (2018). Aspectos Hidrológicos del Lago de Ypacaraí: Un caso de estudio. Consultado el 5 de febrero de 2025.
- Secretaría del Ambiente (SEAM) y Dirección General de Salud Ambiental (DIGESA) (2014). Informe Final: Proyecto de Control y Mejoramiento de la Calidad de las Aguas de la Cuenca del Lago Ypacaraí y el Río Paraguay (PDF). Con la cooperación técnica de JICA. Asunción, Paraguay: SEAM y DIGESA.

- Datos: Q3647191
- Multimedia: Rio Salado / Q3647191